# Платанаки
Платанаки (на гръцки: Πλατανάκι, катаревуса Πλατανάκιον, Платанакион) е село в Република Гърция, област Пелопонес, дем Южна Кинурия. Платанаки има население от 207 души. До 2011 година селото е част от дем Леонидио.

## География
Селото е разположено високо в източните склонове на планината Парнонас (Малево).

## Личности
Родени в Платанаки
- Захариас Пападас (1876 – 1907), гръцки андартски капитан